# Pagoda Kaunghmudaw
La pagoda Kaunghmudaw (in birmano ကောင်းမှုတော် ဘုရား) è una grande pagoda birmana che si trova nella periferia nord-occidentale di Sagaing, in Birmania.
La costruzione della pagoda iniziò durante il regno di re Thalun, il 25 aprile 1636 per celebrare il ripristino di Inwa come capitale del Regno di Toungoo e fu completata 12 anni dopo, il 12 maggio 1648. 

Ispirata alla pagoda Ruwanwelisaya dello Sri Lanka, la pagoda Kaunghmudaw è nota per la sua cupola rotonda, che si distingue dalle pagode birmane più tradizionali a forma di piramide, e al centro della sua base si trova una camera ad arco che ospita una statua seduta del Buddha alta 7,3 metri, scolpita in marmo bianco.  

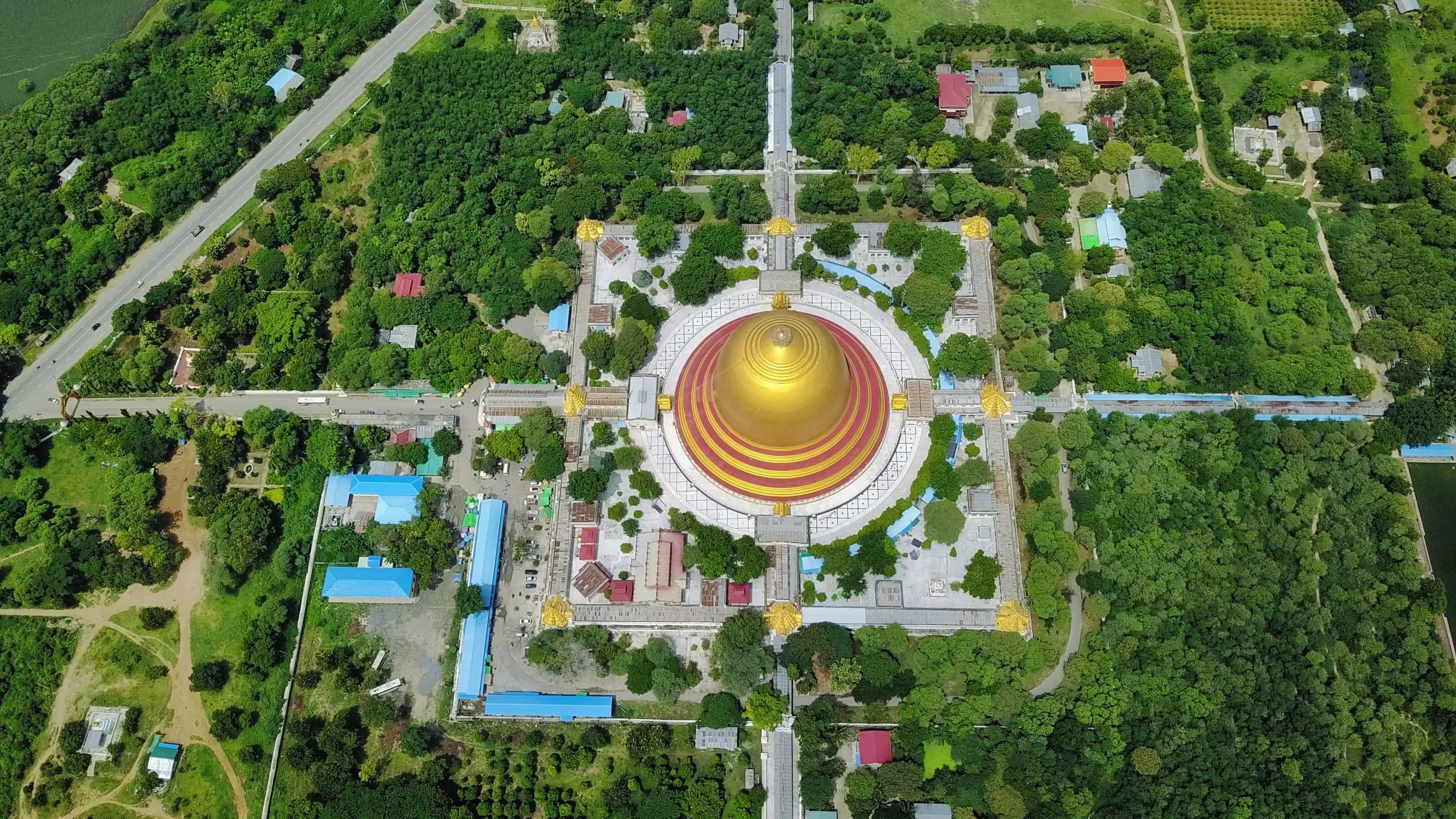
Vista aerea della Pagoda Kaunghmudaw

La pagoda è alta 46 metri e ha una circonferenza di 274 e la sua terrazza più bassa è decorata con 120 statue di nat e deva ed è circondata da 802 lanterne di pietra, scolpite con iscrizioni sulla vita del Buddha in tre lingue: birmano, mon e shan, che rappresentano le tre regioni principali del Regno di Toungoo.
La cupola della pagoda è stata dipinta di bianco per simboleggiare la purezza, secondo la tradizione cingalese.
All'interno della pagoda sono custodite delle reliquie del Buddha tra cui un dente inferiore sinistro, undici capelli e una ciotola per le elemosine, che ne fanno un'importante meta di pellegrinaggio e turistica.